# Анас ибн Малик
Абу́ Ха́мза А́нас ибн Ма́лик ан-Наджа́ри аль-Хазраджи́ (араб. أبو حمزة أنس بن مالك النجاري الخزرجي‎; 612, Ясриб, Аравийский полуостров — 712, Басра) — сподвижник и слуга пророка Мухаммеда. Происходил из племени хазрадж. Один из передавших больше хадисов.

## Биография
Мать Анаса, Умм Сулейм, рано приняла ислам. Из-за этого у неё произошел конфликт с мужем, безуспешно пытавшегося отвратить её от веры. Затем он уехал в Сирию и через некоторое время умер. После смерти мужа, Умм Сулейм вышла замуж за Абу Тальху.
Во время переселения (хиджры) пророка Мухаммада в Медину, Анасу ибн Малику было всего 10 лет. Умм Салейм, привела сына к Пророку и предложила ему Анаса в качестве прислуги. Несмотря на то, что Пророк не нуждался в прислуге, не желая обидеть Умм Сулейм своим отказом, он принял Анаса в свой дом и относился к нему как к своему сыну. Служа пророку Мухаммаду, Анас аккуратно исполнял все его поручения и учился у него основам религии.
Анас не принимал непосредственного участия в первых сражениях мусульман так как был очень молод. В битве при Бадре он обслуживал мусульманских воинов. Достигнув совершеннолетия, он принял участие в битвах при Хайбаре и Хунайне. Кроме того, он участвовал также в завоевании Мекки и осаде Таифа.
Во время правления Праведного халифа Абу Бакра, Анас был послан собирать налог (закят) с жителей Бахрейна. После смерти халифа, он вернулся в Медину. При халифе Умаре Анас начал заниматься проблемами мусульманского права и не оставлял это дело вплоть до своей смерти.
Спустя некоторое время, Анас ибн Малик переехал в Басру, где он обучал жителей города основам исламской веры и права. Он участвовал в завоевательных войнах с персами и был в составе мусульманских войск, занявших город Туштар.
В период правления третьего халифа Усмана Анас продолжал свою преподавательскую деятельность в Басре. Во время гражданской войны он не примкнул ни к одной из сторон. Анас ибн Малик никогда не мирился с тиранией и несправедливостью в обществе и не боялся открыто выступить против тирании омейядского наместника Ирака аль-Хаджжаджа.
Среди учеников Анаса ибн Малика были такие известные табиины, как Хасан аль-Басри, Сулейман Тамри, Катада ибн Диама, Мухаммад ибн Сирин, Саид ибн Джубайр и другие. Он умер в Басре между 709 и 712 годом.